# 圣康坦代普雷
圣康坦德普雷（法語：Saint-Quentin-des-Prés，法語發音：[sɛ̃ kɑ̃tɛ̃ de pʁe]）是法国瓦兹省的一个市镇，位于该省西部略偏北，属于博韦区。

## 地理
圣康坦德普雷（49°31'14"N, 1°45'14"E）面积10.8 平方千米，位于法国上法蘭西大區瓦兹省，该省份为法国北部内陆省份，北起索姆省，西接厄尔省和滨海塞纳省，南至塞纳-马恩省和瓦兹河谷省，东临埃纳省。
与圣康坦德普雷接壤的市镇（或旧市镇、城区）包括：巴藏库尔、埃斯卡姆、埃库尔、叙利、屈圣菲亚克尔、布赖地区费里耶尔、冈库尔-圣艾蒂安、布赖地区古尔奈、莫拉尼。
圣康坦德普雷的时区为UTC+01:00、UTC+02:00（夏令时）。

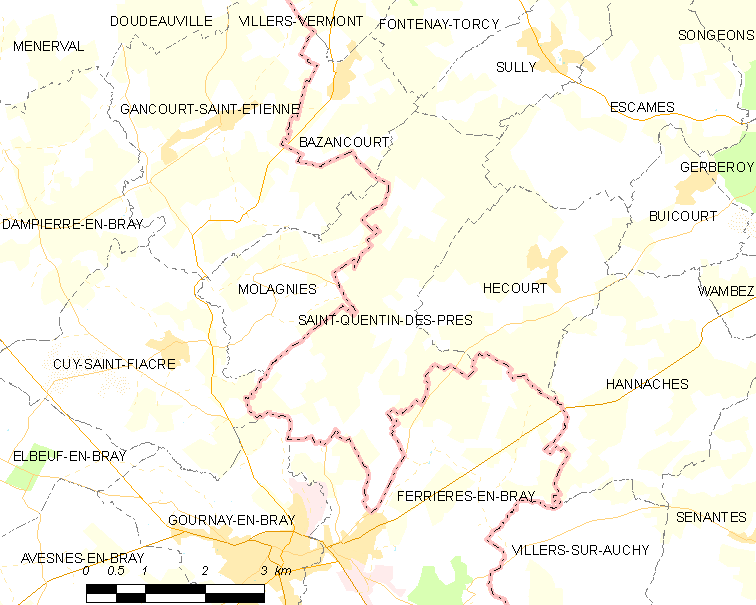
圣康坦德普雷的OSM定位图

## 行政
圣康坦德普雷的邮政编码为60380，INSEE市镇编码为60594。

## 政治
圣康坦德普雷所属的省级选区为格朗维利耶县。

## 人口

1962-2008年间圣康坦德普雷人口变化图示

圣康坦德普雷于2022年1月1日时的人口数量为282人。